# Trasporti in Mali

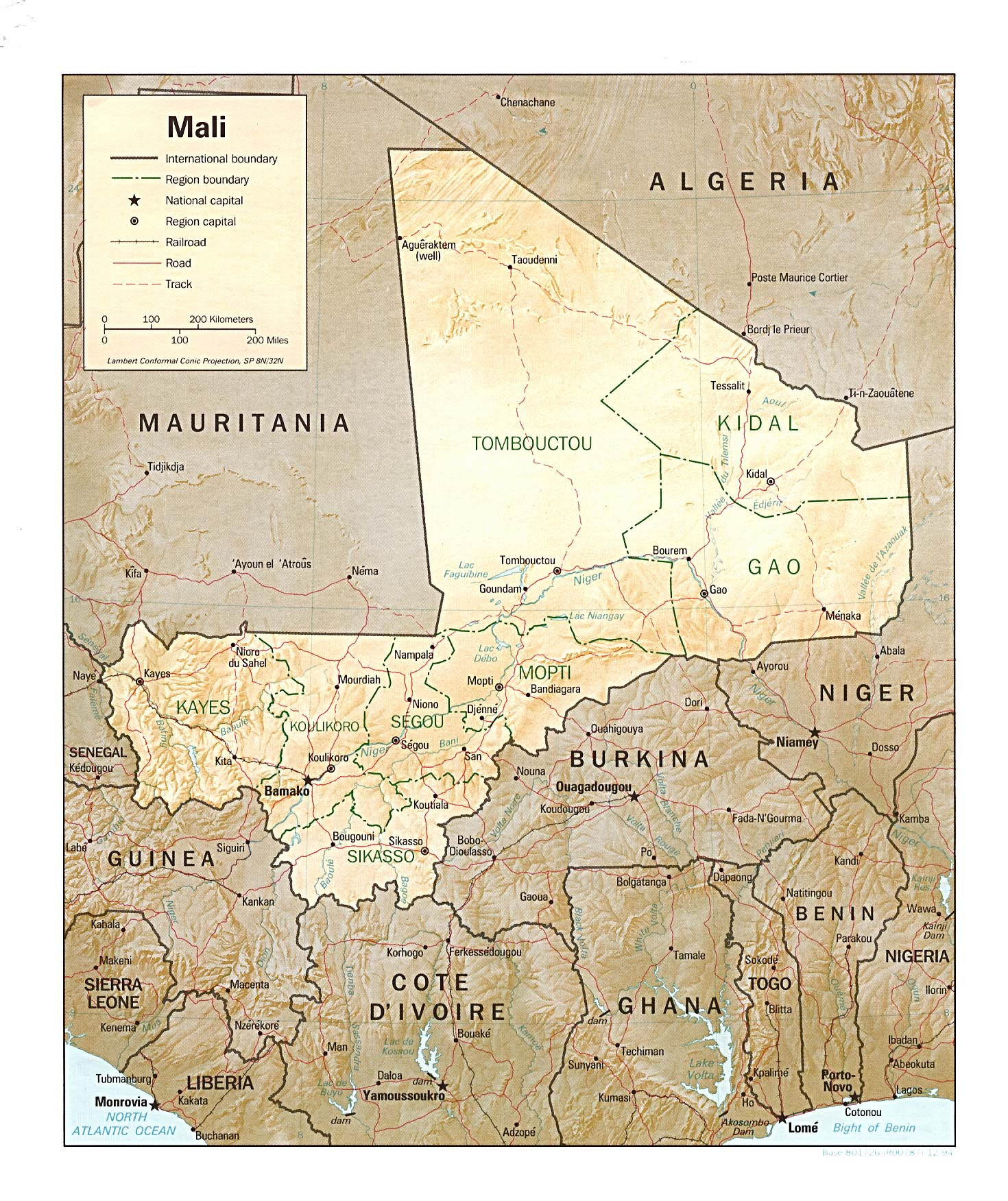
Mali: carta geopolitica con rete ferroviaria e stradale

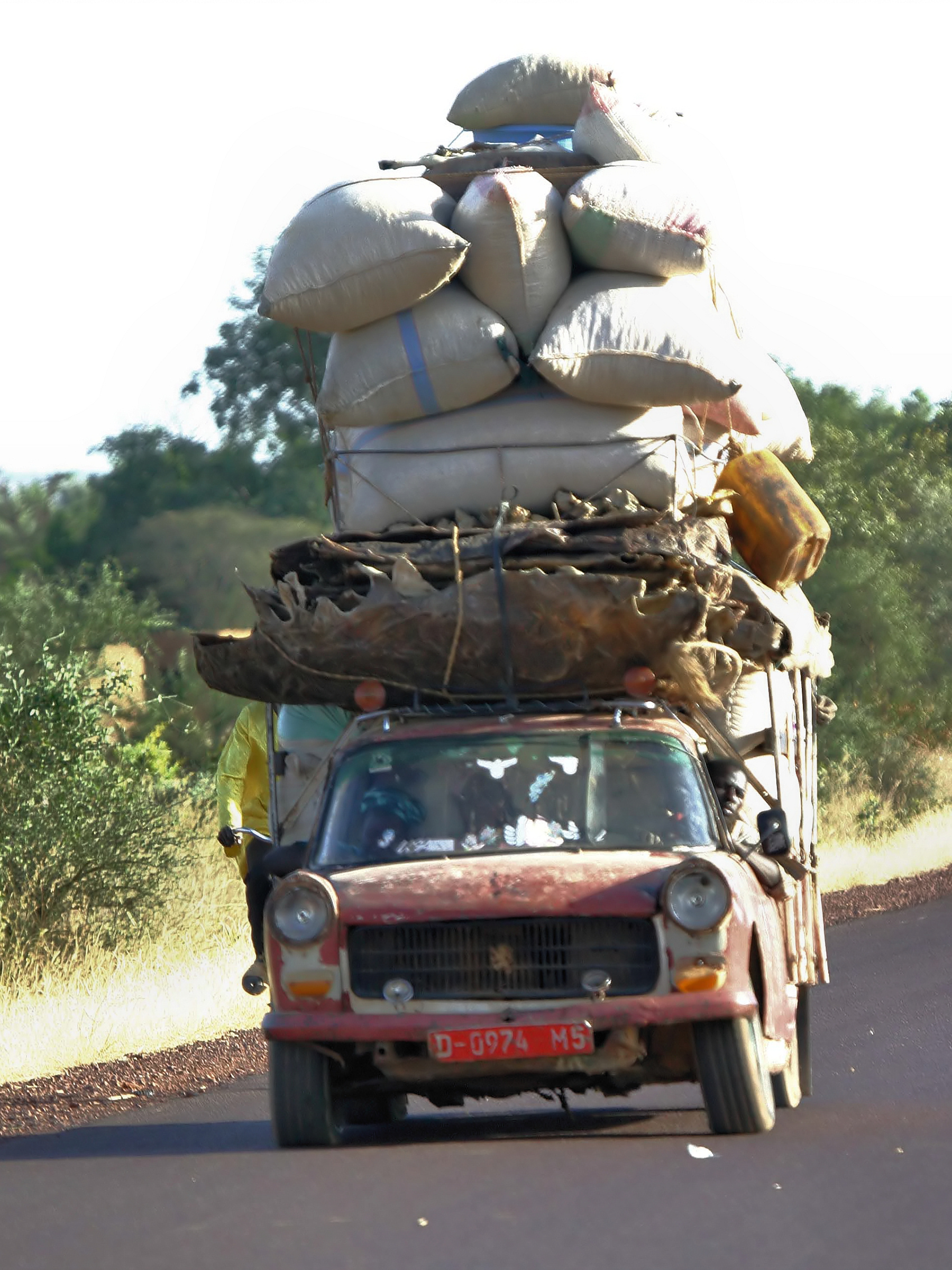

Questa voce raccoglie le principali tipologie di Trasporti in Mali.

## Trasporti su rotaia

### Rete ferroviaria
In totale: 729 km di linee ferroviarie (dati 2001).
- scartamento ridotto (1000 mm): 729 km
- Gestore nazionale: Régie des Chemin de fer du Mali (RCFM)
- Collegamento a reti estere contigue
  - presente
    - con stesso scartamento: Senegal; ferrovia Dakar-Niger

  - assente: Niger (mancanza di ferrovie)
    - con stesso scartamento: Burkina Faso, Costa d'Avorio e Guinea.
    - con cambio di scartamento (1000/1435 mm): Mauritania.

### Reti metropolitane
Il Mali non dispone di sistemi di metropolitana.

### Reti tranviarie
Anche il servizio tranviario è assente in questa nazione.

## Trasporti su strada

### Rete stradale
Strade pubbliche: in totale 15.100 km (dati 1996)
- asfaltate: 1.827 km
- bianche: 13.273 km.

### Reti filoviarie
Attualmente in Mali non esistono filobus. 

### Autolinee
Nella capitale, Bamako, ed in altre zone abitate del Mali, operano aziende pubbliche e private che gestiscono i trasporti urbani, suburbani ed interurbani esercitati con autobus.

## Idrovie
Il Mali può contare su 1.815 km di acque fluviali navigabili.

### Porti e scali
- Koulikoro.

## Trasporti aerei

### Aeroporti
In totale: 26 (dati 2002)
a) con piste di rullaggio pavimentate: 7
- oltre 3047 m: 0
- da 2438 a 3047 m: 4
- da 1524 a 2437 m: 1
- da 914 a 1523 m: 2
- sotto 914 m: 0

b) con piste di rullaggio non pavimentate: 19
- oltre 3047 m: 0
- da 2438 a 3047 m: 0
- da 1524 a 2437 m: 6
- da 914 a 1523 m: 5
- sotto 914 m: 8.